# Жан де Клермон
Жан де Клермон (Jean de Clermont) (род. около 1320, погиб в битве при Пуатье 19 сентября 1356) — маршал Франции (1352). Сеньор де Шантильи с 1347. Виконт Онэ (по правам жены).
Сын Рауля де Клермона (ум. 1321), сеньора де Ториньи, и его жены Жанны де Шамбли, дамы де Монгобер. Внук маршала Франции Ги I де Клермона.
Французский военачальник в Столетней войне, с ноября 1352 г. маршал Франции.
Королевский лейтенант в Пуату, Сентонже, Ангумуа, Перигоре, Лимузине и части Оверни с 1 января по 21 октября 1355 года.
В 1347 году получил от герцога Нормандского (будущего короля Иоанна II) сеньорию Шантильи, выкупленную у монастыря Сен-Николя, которому её передал в качестве дара Гильом IV Ле Бутейлер де Санлис, унаследовавший её после смерти племянника.
Погиб 19 сентября 1356 года в самом начале битвы при Пуатье. Его отряд в составе 300 конников атаковал англичан и нанес удар по позициям графа Солсбери, надеясь пробить в них брешь, но вражеские арбалетчики зашли с фланга и встретили французов градом стрел, маршал был убит одним из первых.
После его смерти король Иоанна II передал сеньорию Шантильи её прежнему владельцу — Гильому IV Ле Бутейлер де Санлису.

## Семья
Жена — Маргарита де Мортань, виконтесса Онэ (ум. 1385), дочь Понса де Мортаня, виконта Онэ. Сын:
- Жан II де Клермон (ум. между 10 апреля и 14 сентября 1400), виконт Онэ.

Вдова Жана де Клермона Маргарита де Мортань в 1359 году вышла замуж за Жана Ла Персонна, виконта д’Аси.